# El caballito jorobado
El caballito jorobado (en ruso: Конёк-Горбунок; tr:. Konyok Gorbunok), es una película animada soviética de  1947 dirigida por Ivan Ivanov-Vano y producida por el estudio Soyuzmultfilm en Moscú. La película está basada en el poema de Pyotr Pavlovich Yershov, y debido a esto todo el mundo en la película habla en rima. Una nueva versión fue hecha en 1975 por el mismo director y el estudio.

## Argumento
Un anciano pobre tiene tres hijos: Los dos mayores se consideran bastante inteligentes, mientras que el más joven, Iván, se considera un gran idiota. 
Un día, el padre envía a los tres para averiguar quién ha estado robando el heno de sus campos por la noche. Los hermanos mayores deciden investigar escondidos en un pajar, donde pronto se duermen. Iván, por su parte, se sienta al lado de un árbol de abedul y juega con su flauta dulce cuando ve un magnífico caballo que viene volando desde el cielo. Ivan agarra su melena mientras el caballo intenta quitárselo de encima . Por último, el caballo le ruega que lo deje ir y a cambio le dará dos caballos negros hermosos y un caballito jorobado ( Konyok - gorbunok ) para ser su compañero.
Ivan lleva los dos caballos negros a un establo y se escapa con Konyok - gorbunok a buscar cubos de agua. Cuando regresa  se encuentra con que sus hermanos han tomado sus caballos. Konyok - gorbunok le dice que los busquen en la ciudad por lo que Iván se sienta en la espalda y se van volando a través de las nubes. En el camino, Iván encuentra una pluma ardiente de un pájaro de fuego , que brilla sin dar ningún calor    y se la lleva a pesar de la advertencia de Konyok - gorbunok que esta le causará problemas más tarde.
Llegan a la ciudad e Iván ve a sus hermanos y vende sus caballos negros al zar, cuando se descubre que nadie puede controlarlos excepto Iván, entonces el zar le da un cargo en los establos. Spalnik, Chambelán del Zar, le molesta esto y se esconde en los establos para pensar en una manera de quitarle el favor del Zar. Después de ver a Iván usar una pluma del pájaro de fuego, se la roba y se la muestra al zar, quien le ordena a Iván que le atrape un pájaro de fuego o perderá su puesto.
Con la ayuda de Konyok - gorbunok , Iván atrapa uno y se lo lleva al zar. Spalnik molesto le dice al zar que Ivan ahora busque una hermosa doncella del mar, por lo que el zar le convoca y le dice que las consecuencias serán nefastas si no la trae dentro de tres semanas. Ivan logra de nuevo hacer esto con ayuda de su caballito.
El anciano zar está complacido y le ruega a la joven doncella que se case con él, pero ella se niega, diciéndole que sólo se casaría con él si fuera joven y guapo, y que para volverse joven y guapo tendría que bañarse primero en leche hirviendo, luego en agua hirviendo y finalmente en agua helada. Spalnik le dice que pruebe esto primero con Ivan, con la esperanza de deshacerse finalmente de su némesis. El zar está de acuerdo, y cuando Iván protesta al enterarse de esto, el zar ordena que lo encarcelen hasta la mañana siguiente. 
Konyok-gorbunok se acerca a Iván y, a través de los barrotes de la prisión, le dice que no se preocupe, que simplemente le silbe por la mañana y le permitirá poner un hechizo mágico para que no se haga daño. Spalnik escucha esto y secuestra a Konyok-gorbunok justo cuando se aleja de Ivan.
Por la mañana, Iván silba a Konyok-gorbunok, que está atado en una bolsa, pero logra liberarse, lanzando a Spalnik por una ventana y cayendo este a un pozo cercano. Konyok-gorbunok viene al rescate de Ivan en el último momento, hechizando los tres calderos. Iván salta a la leche hirviendo, luego al agua hirviendo y luego al agua helada, y emerge como un joven apuesto. 
La joven doncella se enamora de Iván y se marchan juntos. Mientras tanto, el zar se emociona y decide que también quiere ser joven y guapo. Sin embargo, el hechizo ya no funciona, por lo que después de saltar a la leche hirviendo no vuelve a salir. Iván toma a la doncella como esposa y se convierte en el nuevo zar de Rusia.

## La versión de 1975
En 1975 Ivan Ivanov-Vano hizo otra versión de la misma película. La película 1975 es de 70 minutos de duración, 15 minutos más largo que el original. Aunque la progresión de escenas y su contenido de trama es generalmente el mismo que en el original, las acciones de animación de los caracteres son diferentes , por ejemplo  una escena puede ser tomada desde un ángulo diferente o en una ubicación diferente. A veces una escena fue sacada, otras veces cortada ( por ejemplo, la escena en la que Ivan ve por primera vez el caballo blanco es mucho más sencilla - en comparación con 1947).
Esto se hizo porque la película original se encontraba entonces en muy mal estado y la experiencia técnica para una restauración no existía. En 2004, con la capacidad técnica existente en la actualidad en Rusia, la película original fue restaurada y lanzada en DVD por el Plan Krupnyy ( Крупный План ).
La versión 1975 fue doblada, editada y lanzada en los Estados Unidos como "The Magic Pony" en 1977 , con Jim Backus como la voz del zar y Johnny Whitaker como Iván.